# Bustantigo
Bustantigo es un lugar y una parroquia del concejo asturiano de Allande, en España.
La parroquia limita al norte con el concejo de Villayón, al este con el de Tineo y al sur con la parroquia de Santa Coloma.
En sus 15,14 km² habitan aproximadamente 19 personas repartidos entre las 3 poblaciones que conforman la parroquia.
En el lugar de Bustantigo habitan 13 personas. Está situado a 720 metros de altitud, en la vertiente izquierda del valle que forma el río Ouro, a media ladera del Picoutel. Su iglesia parroquial, de una sola nave, posee una imagen de San José. Como es habitual en muchas de las iglesias de la zona, en sus inmediaciones se encuentra un tejo, árbol sagrado para los astures, según cuentan autores latinos como Estrabón.

## Poblaciones
- Bustantigo (lugar)
- La Folgueriza (A Folgueiriza, aldea)
- El Plantao (aldea)